# Canzone della Rábata
Canzone della Rábata è un canto popolare lucano nato a Tricarico nel secondo dopoguerra. Espressione della protesta sociale contadina, è stato trascritto e analizzato da Ernesto De Martino come esempio di «folklore progressivo».

## Descrizione
La Canzone della Rábata è un canto di tradizione orale nato nella comunità del quartiere Ràbata di Tricarico e rappresenta una testimonianza significativa della cultura popolare e della coscienza sociale dei ceti subalterni lucani. La Ràbata è un quartiere di Tricarico che, ai tempi di De Martino, viveva uno stato di degrado tanto da essere definito dall'etnologo «immagine del caos», dove i suoi abitanti «vivono nel groviglio di tane che si addossano alle pendici alquanto brusche del colle di Tricarico, onde ne risulta un labirinto di sconnesse viuzze precipiti, sfogo di fogne della parte alta del paese».
Il testo, dal tono ironico e satirico, esprime una critica esplicita ai poteri costituiti, evidenziando le disuguaglianze sociali, la mancanza di servizi essenziali e la marginalizzazione delle classi contadine.
Il canto è stato trascritto e commentato da Ernesto De Martino nel saggio Note lucane, dove viene presentato come esempio di «realismo poetico popolare» e di «folklore progressivo».

## Testo
Il testo riportato di seguito è la versione trascritta da De Martino nel 1962, frutto del lavoro etnografico svolto a Tricarico nel 1950.  
La versione trascritta, tuttavia, non è definitiva. Trattandosi di una composizione popolare, è soggetta a continue modifiche e non ha un numero fisso di versi e strofe.
Il canto orale contiene espressioni dialettali e popolari che riflettono fedelmente il linguaggio originale.

La Rabata è tutta ruvinata
 
andiamo facendo sempre frate o frate.
 
Promettono le strade e le latrine poi
 
fanno le chiazzette a l'assassine.
[Ritornello]
Adda fernesce sta cuccagna
  
cà aimmo essere tutti cumpagne
   
e se nun ce vulite stà
   
le mazzate hann'a camminà.

[…]
Ce chiammeno Zulù e beduine
   
ca nuie mangiamme assieme a le galline.
   
Int'a Rabata nun ce sò signure
   
nun c'è né Turati né Santoro.

Nuie simme a’ mamma d'a bellezza
   
nuie simme né trifugghie e neanche avezza.
 
[…]
Voi che fate l'intelligente
 
non capite proprio niente.
   
Se nun fosse pe' li cafoni
 
ve mangiassive li cuglioni.

## Le due versioni del canto
Esistono due versioni della Canzone della Rábata: la prima fu pubblicata da De Martino nel 1950, presentandola come opera collettiva di tre contadini di Tricarico — Rocco Tammone, Giuseppe Cetani e Giuseppe Paradiso — con un contributo marginale di Rocco Scotellaro. La seconda versione, pubblicata nel 1962, attribuisce invece un ruolo più significativo a Scotellaro nella stesura.
Una lettura critica della vicenda è proposta da Marco Gatto e da Franco Vitelli. Secondo Gatto, De Martino privilegia la dimensione collettiva. Scotellaro, invece, rivendica l’autorialità contadina e critica la mitizzazione del canto popolare.

## Discussione sull’autorialità
Vista la natura metamorfica della canzone popolare, soggetta a continue integrazioni e alla coralità espressiva, De Martino tendeva a trascurare la composizione individuale. Scotellaro ribadì l’importanza del riconoscimento dei singoli autori contadini e accusò De Martino di aver strumentalizzato il canto come simbolo di «folklore progressivo», contribuendo a un’immagine mitizzata della collettività subalterna.
Secondo Marco Gatto, «Rocco è chiamato a reggere la parte dello scrittore che si apre al popolo perché è del popolo, ma a reggere anche la parte del popolo che si apre alla scrittura, perché vuole entrare nel regno della storia scritta».

Scotellaro scrisse inoltre: «Nella produzione contemporanea dell'arte popolare si possono e si devono rintracciare e segnalare i veri autori con il loro nome e cognome, anzi che porli, mentre vivono, nel registro degli ignoti solo perché può essere un comodo intellettuale di chi si occupa identificare nella singola persona l'anima collettiva. Inoltre, proprio negli scritti del De Martino, si rileva una certa disattenzione per l'elemento già colto, per l'intellettuale, il piccolo borghese pervenuti all'adesione o all'aperta amicizia per i contadini e gli operai. Il lavoro progressivo, di cui quegli elementi sono capaci, e pertanto, mettere in tutta evidenza».
Secondo questa interpretazione, il problema era il mancato riconoscimento — da parte di De Martino — del ruolo creativo della borghesia intellettuale in rapporto ai contadini. In molti casi, gli stessi contadini delegavano a intellettuali il compito di composizione e il ruolo di portavoce. Inoltre, talvolta l’intellettuale, pur non appartenendo alla classe subalterna, poteva essere autore diretto dei canti, animato da ideali di giustizia sociale condivisi con la comunità contadina.